# Quatre de couple féminin aux Jeux olympiques d'été de 2020
Navigation
Rio 2016 Paris 2024
L'épreuve féminine du Quatre de couple des Jeux olympiques d'été de 2020 de Tokyo a lieu au Sea Forest Waterway (en) du 23 au 27 juillet 2021.

## Programme
Les horaires sont à l'heure de Tokyo (UTC+09:00).
| Date                     | Heure   | Tour              |
| ------------------------ | ------- | ----------------- |
| Vendredi 23 juillet 2021 | 11 h 50 | Séries            |
| Dimanche 25 juillet 2021 | 10 h 50 | Repêchage         |
| Mardi 27 juillet 2021    | 9 h 45  | Finale B Finale A |

## Résultats

### Séries
Les deux premières embarcations de chaque série sont qualifiées pour la finale A, les autres vont en repêchage.

#### Série 1
| Rang | Couloir | Rameur                                                                    | Pays             | Temps         | Notes |
| ---- | ------- | ------------------------------------------------------------------------- | ---------------- | ------------- | ----- |
| 1    | 2       | Daniela Schulze Franziska Kampmann Carlotta Nwajide Frieda Hammerling     | Allemagne        | 6 min 18 s 22 | QA    |
| 2    | 4       | Laila Youssifou Inge Janssen Olivia van Rooijen Nicole Beukers            | Pays-Bas         | 6 min 19 s 36 | QA    |
| 3    | 1       | Hannah Scott Mathilda Hodgkins Byrne Charlotte Hodgkins Byrne Lucy Glover | Grande-Bretagne  | 6 min 20 s 80 | R     |
| 4    | 3       | Georgia Nugent-O'Leary Ruby Tew Eve MacFarlane Olivia Loe                 | Nouvelle-Zélande | 6 min 25 s 23 | R     |
| 5    | 5       | Cicely Madden Alison Rusher Meghan O'Leary Ellen Tomek                    | États-Unis       | 6 min 34 s 36 | R     |

#### Série 2
| Rang | Couloir | Rameur                                                                   | Pays      | Temps         | Notes |
| ---- | ------- | ------------------------------------------------------------------------ | --------- | ------------- | ----- |
| 1    | 2       | Chen Yunxia Zhang Ling Lyu Yang Cui Xiaotong                             | Chine     | 6 min 14 s 32 | QA    |
| 2    | 1       | Agnieszka Kobus-Zawojska Marta Wieliczko Maria Sajdak Katarzyna Zillmann | Pologne   | 6 min 18 s 62 | QA    |
| 3    | 4       | Valentina Iseppi Alessandra Montesano Veronica Lisi Stefania Gobbi       | Italie    | 6 min 20 s 45 | R     |
| 4    | 5       | Ria Thompson Rowena Meredith Harriet Hudson Caitlin Cronin               | Australie | 6 min 26 s 21 | R     |
| 5    | 3       | Violaine Aernoudts Margaux Bailleul Marie Jacquet Emma Lunatti           | France    | 6 min 33 s 64 | R     |

### Repêchage
Les deux premières embarcations de chaque série de repêchages se qualifient pour la finale A, les autres vont en finale B.
| Rang | Couloir | Rameur                                                                    | Pays             | Temps         | Notes |
| ---- | ------- | ------------------------------------------------------------------------- | ---------------- | ------------- | ----- |
| 1    | 2       | Ria Thompson Rowena Meredith Harriet Hudson Caitlin Cronin                | Australie        | 6 min 36 s 67 | QA    |
| 2    | 3       | Valentina Iseppi Alessandra Montesano Veronica Lisi Stefania Gobbi        | Italie           | 6 min 37 s 44 | QA    |
| 3    | 5       | Georgia Nugent-O'Leary Ruby Tew Eve MacFarlane Olivia Loe                 | Nouvelle-Zélande | 6 min 39 s 91 | QB    |
| 4    | 4       | Hannah Scott Mathilda Hodgkins Byrne Charlotte Hodgkins Byrne Lucy Glover | Grande-Bretagne  | 6 min 42 s 97 | QB    |
| 5    | 6       | Violaine Aernoudts Margaux Bailleul Marie Jacquet Emma Lunatti            | France           | 6 min 47 s 41 | QB    |
| 6    | 1       | Cicely Madden Alison Rusher Meghan O'Leary Ellen Tomek                    | États-Unis       | 6 min 50 s 74 | QB    |

### Finales

#### Finale A
| Rang                                | Couloir | Rameur                                                                   | Pays      | Temps         | Notes |
| ----------------------------------- | ------- | ------------------------------------------------------------------------ | --------- | ------------- | ----- |
| Médaille d'or, Jeux olympiques      | 3       | Chen Yunxia Zhang Ling Lyu Yang Cui Xiaotong                             | Chine     | 6 min 5 s 13  | WB    |
| Médaille d'argent, Jeux olympiques  | 5       | Agnieszka Kobus-Zawojska Marta Wieliczko Maria Sajdak Katarzyna Zillmann | Pologne   | 6 min 11 s 36 |       |
| Médaille de bronze, Jeux olympiques | 6       | Ria Thompson Rowena Meredith Harriet Hudson Caitlin Cronin               | Australie | 6 min 12 s 08 |       |
| 4                                   | 1       | Valentina Iseppi Alessandra Montesano Veronica Lisi Stefania Gobbi       | Italie    | 6 min 13 s 33 |       |
| 5                                   | 4       | Daniela Schulze Franziska Kampmann Carlotta Nwajide Frieda Hammerling    | Allemagne | 6 min 13 s 41 |       |
| 6                                   | 2       | Laila Youssifou Inge Janssen Olivia van Rooijen Nicole Beukers           | Pays-Bas  | 6 min 15 s 75 |       |

#### Finale B
| Rang | Couloir | Rameur                                                                    | Pays             | Temps         | Notes |
| ---- | ------- | ------------------------------------------------------------------------- | ---------------- | ------------- | ----- |
| 1    | 2       | Hannah Scott Mathilda Hodgkins Byrne Charlotte Hodgkins Byrne Lucy Glover | Grande-Bretagne  | 6 min 25 s 14 |       |
| 2    | 3       | Georgia Nugent-O'Leary Ruby Tew Eve MacFarlane Olivia Loe                 | Nouvelle-Zélande | 6 min 29 s 00 |       |
| 3    | 4       | Violaine Aernoudts Margaux Bailleul Marie Jacquet Emma Lunatti            | France           | 6 min 29 s 70 |       |
| 4    | 1       | Cicely Madden Alison Rusher Meghan O'Leary Ellen Tomek                    | États-Unis       | 6 min 30 s 03 |       |